# Just One of Those Things
Just One of Those Things è un album in studio del musicista statunitense Nat King Cole, pubblicato nel 1957.

## Tracce
1. When Your Lover Has Gone (Einar Aaron Swan) – 2:33
2. A Cottage for Sale (Larry Conley, Willard Robison) – 3:00
3. Who's Sorry Now? (Bert Kalmar, Harry Ruby, Ted Snyder) – 3:00
4. Once in a While (Michael Edwards, Bud Green) – 2:50
5. These Foolish Things (Remind Me of You) (Harry Link, Holt Marvell, Jack Strachey) – 3:49
6. Just for the Fun of It (Lorenz Hart, A. Jackson) – 2:37
7. Don't Get Around Much Anymore (Duke Ellington, Bob Russell) – 3:13
8. I Understand (Kim Gannon, Mabel Wayne) – 2:27
9. Just One of Those Things (Cole Porter) – 2:17
10. The Song is Ended (but the Melody Lingers On) (Irving Berlin) – 2:49
11. I Should Care (Sammy Cahn, Axel Stordahl, Paul Weston) – 2:49
12. The Party's Over (Betty Comden, Adolph Green, Jule Styne) – 2:45